# Vasilij Sajtsev
Vasilij Grigorjevitj Sajtsev (russisk: Васи́лий Григо́рьевич За́йцев, tr. Vasílij Grigórjevitj Sájtsev; født 23. marts 1915 i Jeleninka, Orenburg guvernement (nu Tjeljabinsk oblast), Det Russiske Kejserrige, død 15. november 1991 i Kijev, Ukrainske SSR (nu Ukraine)) var en sovjetisk snigskytte, der under 2. verdenskrig i slaget om Stalingrad i perioden mellem 10. november 1942 og 17. december 1942 dræbte 225 tyske soldater med sit gevær, model Mosin-Nagant M1930. Nogle mener, at tallet på dræbte soldater var over 400. 

## Militærkarriere
Sajtsev uddannede 28 snigskytter. Han lærte sig at skyde i sin hjemby ved Uralbjergene. 
Under kamphandlinger i januar 1943 blev Sajtsev såret af en landmine. 
Han endte sin militære karriere med rang af kaptajn. Hans indsatser som snigskytte blev belønnet med flere tapperhedsmedaljer og toppede med ordenen Sovjetunionens Helt.

## Civil karriere
Efter krigen ledede han en fabrik i Kijev, Ukrainske SSR.

## Navn
Navnet Sajtsev stammer fra ordet "hare" (Sajats) på russisk (заяц). 

## Eftermæle
I 2001 kom filmen Enemy at the Gates (Fjenden ved porten), som handler om Sajtsev. Geværet, som han benyttede, er på museum i Volgograd (tidligere Stalingrad), der beskriver slaget om Stalingrad i 1942.